# Lallemandana armstrongi
Lallemandana armstrongi is een halfvleugelig insect uit de familie Aphrophoridae. De wetenschappelijke naam van deze soort is voor het eerst geldig gepubliceerd in 1928 door Victor Lallemand.